# 구 청주공립보통학교 강당
구 청주공립보통학교 강당(舊 淸州公立普通學校 講堂)은 청주지역 최초의 근대식 교육기관으로 1907년 개교한 주성초등학교에 1923년 건축된 강당 건물로, 지금은 주성교육박물관으로 활용되고 있다. 2007년 9월 21일 대한민국의 국가등록문화재 제350호로 지정되었다.
청주지역 최초의 근대식 교육기관으로 1907년 개교한 주성초등학교에 1923년 건축된 강당 건물로 현존 충북 최고(最古)의 학교건물이다. 남북방향으로 긴 장방형 평면에 강당건물로서는 특이하게 정면을 장변방향으로 설정하고 정면성 강조를 위해 지붕상부에 장식 환기창을 설치한 건물이다. 현재는 강당 내부 연단부분을 철거하여 교육박물관으로 활용하고 있다.

## 같이 보기
- 주성교육박물관

## 참고 자료
- 구 청주공립보통학교 강당 - 국가유산청 국가유산포털